# Кембриджская эталонная последовательность

Генная карта митохондриального генома человека, соответствующая пересмотренной Кембриджской эталонной последовательности.

Кембриджская эталонная последовательность (КЭП) (англ. Cambridge Reference Sequence (CRS)) для митохондриальной ДНК человека была впервые исследована в 1981 году.
Группа учёных под руководством Фредерика Сенгера из Кембриджского университета секвенировала митохондриальный геном одной женщины европейского происхождения в 1970-х годах и определила его длину в 16 569 пар оснований (0,0006% нуклеарного генома человека), содержащую некоторые 37 генов. Эта последовательность впервые была опубликована в 1981 году.
Когда другие исследователи повторили секвенирование, были отмечены некоторые поразительные несоответствия. Первоначально опубликованная последовательность содержала одиннадцать ошибок, в том числе одну дополнительную пару оснований в положении 3107 и неправильные отнесения отдельных пар оснований. Некоторые из них были результатом загрязнения клетками крупного рогатого скота и HeLa. Исправленная и пересмотренная CRS была опубликована Andrews et al. в 1999 году (Исходная нумерация нуклеотидов была сохранена во избежание путаницы). Эталонная последовательность принадлежит к европейской гаплогруппе H2a2a1. Пересмотренная CRS обозначается как rCRS. Данная последовательность депонирована в базе данных GenBank NCBI под регистрационным номером NC_012920.
Когда секвенирование митохондриальной ДНК используется в генеалогических целях, результаты часто сообщаются как отличия от пересмотренной CRS. CRS представляет собой эталонную последовательность, а не запись самой ранней мтДНК человека. Различия между тестируемыми образцами и CRS могли возникнуть либо в происхождении CRS, либо в происхождении тестируемых образцов.
Альтернативная африканская (йоруба) эталонная последовательность также иногда использовалась вместо кембриджской. Она имеет другую систему нумерации с длиной 16 571 пары оснований и представляет собой митохондриальный геном одного африканского человека. Другие альтернативные эталонные последовательности, которые также иногда использовались, включают африканские (Уганда), шведские и японские последовательности.
В 2012 году было предложено заменить пересмотренную Кембриджскую эталонную последовательность (rCRS) новой реконструированной эталонной последовательностью Sapiens (RSRS). RSRS сохраняет ту же систему нумерации, что и CRS, но представляет наследственный геном Митохондриальной Евы, от которого произошли все известные в настоящее время митохондрии человека. RSRS должна быть более полезна для сравнения изменений в разных гаплогруппах, но это утверждение спорно. FamilyTreeDNA сообщает результаты исследования мтДНК как для rCRS, так и для RSRS.